# 대한민국 재외동포청
재외동포청(在外同胞廳)은 재외동포에 관한 사무를 관장하는 대한민국의 중앙행정기관이다. 청장은 차관급 정무직공무원으로, 차장은 고위공무원단 가등급에 속하는 일반직 또는 외무공무원으로 보한다.

## 소관 사무
- 재외동포정책의 수립·시행에 관한 사무
- 재외동포 및 재외동포단체에 대한 지원에 관한 사무
- 재외동포 지원 서비스 정책의 이행에 관한 사무

## 역사
정부 수립 당시 재외동포 대책은 주로 재일 한인 정책이 중심이 되었다. 일본으로부터 막 독립했던 탓에 일본에 남아있는 한국인들이 많았기 때문이었다. 하지만 일본과의 외교 관계가 수립되어 있지 않아 이승만 정부에선 해결이 요원했다.
박정희 정부가 출범한 뒤 한일기본조약이 체결되었지만 일본 정부는 여전히 재일 한국인을 차별했고 이에 정부는 1967년 교민청을 설치할 필요성을 느끼게 되었다. 해외 교포의 수가 늘어나는 것에 대처하여 외무부 교민과를 교민청으로 승격·독립시키는 안건이 논의되었고 1971년 총선 때 야당인 신민당이 교민청 설치를 공약으로 내걸기도 했다. 하지만 정부조직 주무 부처이던 총무처의 반대로 이는 실현되지 못했다.
1980년에 시행된 8차 개정 헌법에 재외국민 보호에 관한 조항이 포함되면서 또다시 교민청 신설이 추진되었다. 해외 업무는 보건사회부가, 재외국민 교육 업무는 문교부가, 해외 근로자 취업 문제는 노동부가, 재외국민 홍보 업무는 문화공보부가 관장하는 등 관련 업무가 너무 분산되어 있어 통합할 필요성도 함께 제기되었지만 1981년 12월 정부는 교민청 신설 계획을 백지화하고 유관 기관 간의 유기적 협조와 조정을 통해 교민정책을 추진하기로 결정했다.
평화민주당은 1988년 총선 때 다시 교민청 신설을 공약으로 내세웠으나 갓 출범한 노태우 정부는 1989년 최종적으로 야당이 제안한 교민청·주택청 신설을 받아들이지 않아 무위로 그쳤다. 하지만 1991년 9월 "해외교포들의 법적 지위와 2세 교육 문제 등을 해결하기 위해 교민청을 신설해야" 한다는 김대중 평민당 총재의 발언 등 교민청 신설 주장은 이후에도 끊이지 않았다. 이에 김영삼 정부에서 1997년 10월 재외동포재단이 출범하여 관련 사업을 맡게 되었다.
교민청 설치를 오랫동안 주장했던 김대중이 대선에서 승리한 뒤 출범한 김대중 정부에서는 "교민청을 행정관청으로 설립하면 상대방 국가들이 예민하게 반응하는 측면이 있으므로 재외동포재단을 잘 활용해야 할 것"이라며 교민청 설립에 유보적 반응을 보였다. 1999년 교민들의 재산권과 참정권을 보호하기 위한 「재외동포의출입국과법적지위에관한법률」을 제정하면서도 교민청 신설을 포함되지 않았다.
노무현 정부 출범 이후에도 관련 논의는 계속 이어졌지만 당정 간의 의견 차이가 너무 심했다. 여당인 열린우리당은 이화영 의원이 재외동포청을 신설할 것을 주장했고 한명숙 의원이 대통령 직속 재외동포교육문화위원회를 신설할 것을 주장했는데 대체로 신설 정부 기구를 통해 재외동포에게 한국어와 한글을 가르치는 문화 지원 사업을 벌이자는 것이었다. 재외동포재단의 한 해 예산이 200억 원에 불과해 제대로 활동할 수 없으므로 새로운 전담 조직이 필요하다는 주장이었다. 하지만 이태식 외교부 차관은 "대통령 산하 위원회 등이 외국 국적을 가진 재외동포에게 여러 지원 업무를 할 경우 외교적 마찰이 우려된다"라며 반대했다. 여당 내에서도 대통령 직속기구로 재외동포교육문화위원회를 설치할지 외교통상부의 외청으로 영사교민청을 신설할지에 대해 의견 통일을 이루지 못했다.
2008년 출범한 이명박 정부도 재외동포청 설치에 미온적인 반응을 보이며 재외동포의 권익 보호를 위해 외교부 산하에 재외동포위원회를 설치하겠단 계획을 밝히는 선에서 그쳤다. 다만 2009년 여당인 한나라당 소속 홍준표 의원이 재외동포청 설립을 골자로 하는 「정부조직법」 개정안을 제출하는 일이 있었다. 2010년에는 국회에서 관련 논의가 활발해져 한나라당과 민주당은 외교통상부 산하에 재외동포청 혹은 해외교민청을 설치할 것을, 자유선진당은 국무총리 산하에 재외동포처를 둘 것을 제안했다.
박근혜 정부 때도 관련 논의는 이어졌다. 새누리당 재외국민위원장을 맡고 있던 심윤조 의원은 700만 명이 넘는 재외동포 사회 관련 업무를 전담할 재외동포청이 필요하다고 주장하며 「정부조직법」 개정안을 2015년 발의했으며 김성곤 새정치민주연합 의원도 분산된 재외동포 업무를 전담할 재외동포청의 필요성을 역설했다. 하지만 외교부는 여전히 "취지에는 공감하나 소수민족 문제에 민감한 중국 등과의 외교적 마찰을 고려해 현행 재외동포재단 체제를 그대로 두는 것이 낫다"라며 지금까지의 입장을 고수했다.
2017년 대선 때는 주요 정당의 후보의 정책 담당자들이 하나같이 재외동포청 설치를 발표하며 지지를 호소했고 문재인 정부 출범을 전후로 여야를 막론하고 박병석, 김경협, 설훈, 김석기 의원 등이 재외동포청 설치를 주장하며 「정부조직법」 개정안을 발의했지만 어느 것도 통과되지 않았다.
하지만 이민 정책·행정에 대한 수요가 나날이 증가하면서 관련 기관의 설치 요구는 계속 강해졌다. 2022년 1월 김태환 명예 한국이민정책학회장은 "각 부처 이민행정 업무의 유기적인 집행을 위해 통합적인 이민행정 추진 체계, 즉 '이민청'을 설립해야 한다"라고 주장했고 리휘문 성결대학교 교수도 탈북이주·노동이주·결혼이주·동포 귀환이주 등에 대한 정책을 하나의 행정 기관에 일임해 이민청 혹은 이민정책위원회를 설치할 것을 제안했다. 이에 응하여 2022년 대선을 앞두고 국민의힘 윤석열 후보도 재외동포청을 설립하여 재외동포의 "소중한 권리와 안전을 지키겠다"라며 공약을 내걸었다. 윤석열의 당선 이후인 4월 외교부도 "통합적이고 체계적인 재외동포 업무 전담 기구로서 재외동포청 설치에 찬성"한다는 입장을 밝혔다.
10월 정부서울청사에서 정부조직개편안이 공개됐다. 공약대로 재외동포청 신설이 포함되었지만 여성가족부를 보건복지부의 하부조직인 인구가족양성평등본부로 개편한다는 안이 포함돼 논란을 일으켰다. 이재명 더불어민주당 대표도 재외동포청 신설에는 당 차원에서 적극 협력하겠다고 했지만 "여성가족부를 폐지하는 개편안은 정쟁의 소지가 강하다"라며 여성가족부 폐지에 반대의 뜻을 내비쳤다.
결국 국민의힘에서 여성가족부 개편은 추후 논의하기로 하면서 정부조직개편 협상은 빠르게 진행되기 시작했고 2023년 「정부조직법」 개정안이 통과되면서 그해 6월 재외동포청이 정식으로 출범했다. 신설된 재외동포청은 외교부의 재외동포 업무를 이관받았고 이와 함께 재외동포재단의 권리와 의무도 승계받았다.

### 연혁
- 1948년 11월 4일: 외무부 정무국에 아주과·구주과·미주과를 설치.[22]
- 1949년 5월 5일: 정무국 제2과에서 재외교민에 관한 사무를 분장하게 함.[23]
- 1955년 2월 17일: 정무국에 제3과를 설치하고 제2과의 업무를 이관.[24]
- 1956년 3월 9일: 재외국민에 관한 사무를 정무국 아주과와 구미과에 이관.[25]
- 1958년 9월 10일: 관련 업무를 아주과로 일원화.[26]
- 1961년 4월 22일: 의전국 영사과로 이관.[27]
- 1961년 10월 2일: 정무국 교민과로 이관.[28]
- 1963년 12월 17일: 아주국 교민과로 이관.[29]
- 1970년 8월 17일: 영사국을 설치하여 업무를 이관.[30]
- 1974년 9월 19일: 영사교민국으로 개편.[31]
- 1992년 7월 31일: 재외국민영사국으로 개편.[32]
- 1998년 2월 28일: 외교통상부 소속으로 변경.[33]
- 2005년 12월 9일: 재외동포영사국으로 개편하고 재외동포영사대사를 설치.[34]
- 2013년 3월 23일: 외교부 소속으로 변경.[35]
- 2018년 3월 30일: 재외동포영사실로 통합.[36]
- 2023년 6월 5일: 재외동포에 관한 사무를 분리하여 재외동포청으로 승격.[37]

## 조직
| 국                 | 담당관실·과                                                                    |
| 청장 산하 하부조직 | 청장 산하 하부조직                                                             |
| ------------------ | ------------------------------------------------------------------------------ |
|                    | 대변인실                                                                       |
| 차장 산하 하부조직 |                                                                                |
| 기획조정관실       | 기획재정담당관실ㆍ혁신행정담당관실                                             |
|                    | 재외동포서비스지원센터ㆍ운영지원과                                             |
| 재외동포정책국     | 재외동포정책과ㆍ동포지원제도과ㆍ미주유럽동포과ㆍ아주러시아동포과               |
| 교류협력국         | 재외동포협력총괄과ㆍ동포교육문화지원과ㆍ차세대동포인권과ㆍ동포경제인네트워크과 |

## 정원
재외동포청에 두는 공무원의 정원은 다음과 같다.
| 총계          | 총계                                         | 151명 |
| ------------- | -------------------------------------------- | ----- |
| 정무직 계     | 정무직 계                                    | 1명   |
|               | 청장                                         | 1명   |
|               |                                              |       |
| 외무공무원 계 | 외무공무원 계                                | 48명  |
|               | 고위공무원단                                 | 2명   |
|               | 9등급 또는 3·4급                             | 2명   |
|               | 8등급 이하                                   | 44명  |
|               |                                              |       |
| 일반직 계     | 일반직 계                                    | 102명 |
|               | 고위공무원단에 속하는 일반직 또는 외무공무원 | 2명   |
|               | 3급 이하 5급 이상                            | 38명  |
|               | 6급 이하                                     | 62명  |

## 같이 보기
- 재외동포청장
- 재외동포청 차장
- 외교부

### 내용주
1. ↑  노무현이 2006년 그리스를 방문했을 때 열린 동포간담회에서 "한명숙 국무총리가 해외동포 정책에 굉장히 관심이 많았는데 총리가 되고 나더니 아무 말도 안 한다"라며 "아마 동포청을 만들고 싶어 했는데 외교통상부는 '청'을 만들기보다는 재외동포재단의 일을 잘하게 하는 걸로 알고 있다"라고 했는데 이처럼 외교부의 재외동포청 신설 반대는 오래된 것이었다.[12]

### 참조주
1. 1 2  「재외동포청 직제」 별표 1
2. ↑  “「僑民廳」설치推進”. 《경향신문》. 1967년 7월 24일. 2023년 6월 4일에 확인함.
3. ↑  “僑民廳을 신설 政府,교포증가따라”. 《경향신문》. 1969년 7월 11일. 2023년 6월 4일에 확인함.
4. ↑  “僑民廳신설 검토”. 《동아일보》. 1980년 10월 2일. 2023년 6월 4일에 확인함.
5. ↑  “僑民廳계획 白紙化”. 《경향신문》. 1981년 12월 7일. 2023년 6월 4일에 확인함.
6. ↑  “黨政,文化部신설 합의”. 《매일경제》. 1989년 9월 7일. 2023년 6월 4일에 확인함.
7. ↑  이재욱 (1991년 9월 26일). “金大中대표 교민청 신설 주장”. 《연합뉴스》 (뉴욕). 2023년 6월 4일에 확인함.
8. ↑  이태희 (1997년 10월 20일). “재외동포재단 30일 출범”. 《한겨레》. 2023년 6월 4일에 확인함.
9. ↑  “정부, 4强 정상회담 조기 실현 추진(종합)”. 《연합뉴스》 (서울). 1998년 3월 17일. 2023년 6월 4일에 확인함.
10. ↑  송현승 (1999년 2월 28일). “조대행 "재외동포 특별법 상반기 처리"”. 《연합뉴스》 (뉴욕). 2023년 6월 4일에 확인함.
11. ↑  남도영 (2005년 7월 19일). “黨 “보신주의”―政 “이상주의”…재외동포법 이견”. 《국민일보》. 2023년 6월 4일에 확인함.
12. ↑  정연욱 (2006년 9월 6일). “盧대통령 “계속 시끄러운 소리 들려드릴 것””. 《동아일보》 (아테네). 2023년 6월 4일에 확인함.
13. ↑  조재영 (2005년 8월 2일). “與 재외동포 전담기구 설치 조율 진통(종합)”. 《연합뉴스》 (서울). 2023년 6월 4일에 확인함.
14. ↑  김성현 (2009년 4월 3일). “홍준표, 재외동포청 신설 추진”. 《뉴시스》 (서울). 2023년 6월 4일에 확인함.
15. ↑  구정모 (2010년 6월 16일). “재외동포 지원 관련 여야 정책 '봇물'”. 《연합뉴스》 (서울). 2023년 6월 4일에 확인함.
16. ↑  왕길환 (2015년 8월 13일). “재외동포청 설립 추진 가속화…여야 의원 개정안 발의”. 《연합뉴스》 (서울). 2023년 6월 4일에 확인함.
17. ↑  왕길환 (2022년 1월 25일). “인구절벽 막는 해법은…"'이민청', '재외동포청' 설립해야"”. 《연합뉴스》 (서울). 2023년 6월 4일에 확인함.
18. ↑  김연정 (2022년 2월 22일). “재외투표 앞두고 尹 "재외동포청 설립…소중한 한표 힘모아달라"”. 《연합뉴스》 (서울). 2023년 6월 4일에 확인함.
19. ↑  정래원 (2022년 4월 5일). “외교부, 尹당선인 공약 '재외동포청 신설'에 "찬성 입장"”. 《연합뉴스》 (서울). 2023년 6월 4일에 확인함.
20. ↑  김윤구 (2022년 10월 6일). “여가부 폐지·보훈부 격상·재외동포청 신설…정부안 확정”. 《연합뉴스》 (서울). 2023년 6월 4일에 확인함.
21. ↑  김승훈 (2022년 10월 11일). “이재명 “재외동포청 신설 협력”… 여가부 최대 쟁점 될 듯”. 《서울신문》. 2023년 6월 4일에 확인함.
22. ↑  대통령령 제19호
23. ↑  대통령령 제86호
24. ↑  대통령령 제995호
25. ↑  대통령령 제1139호
26. ↑  대통령령 제1390호
27. ↑  국무원령 제245호
28. ↑  각령 제164호
29. ↑  각령 제1689호
30. ↑  대통령령 제5275호
31. ↑  대통령령 제7256호
32. ↑  대통령령 제13704호
33. ↑  대통령령 제15710호
34. ↑  대통령령 제19166호
35. ↑  대통령령 제24424호
36. ↑  대통령령 제28733호
37. ↑  법률 제19228호